# Yuen Long (stacja MTR)
Yuen Long (chiński: 元朗) – jedna ze stacji MTR, systemu szybkiej kolei w Hongkongu, na Tuen Ma Line. Została otwarta 20 grudnia 2003. 
Znajduje się w północno-wschodniej części Yuen Long Town, w dzielnicy Yuen Long, w Nowych Terytoriach.